# Bürohaus der Deutschen-Beamten-Krankenversicherung

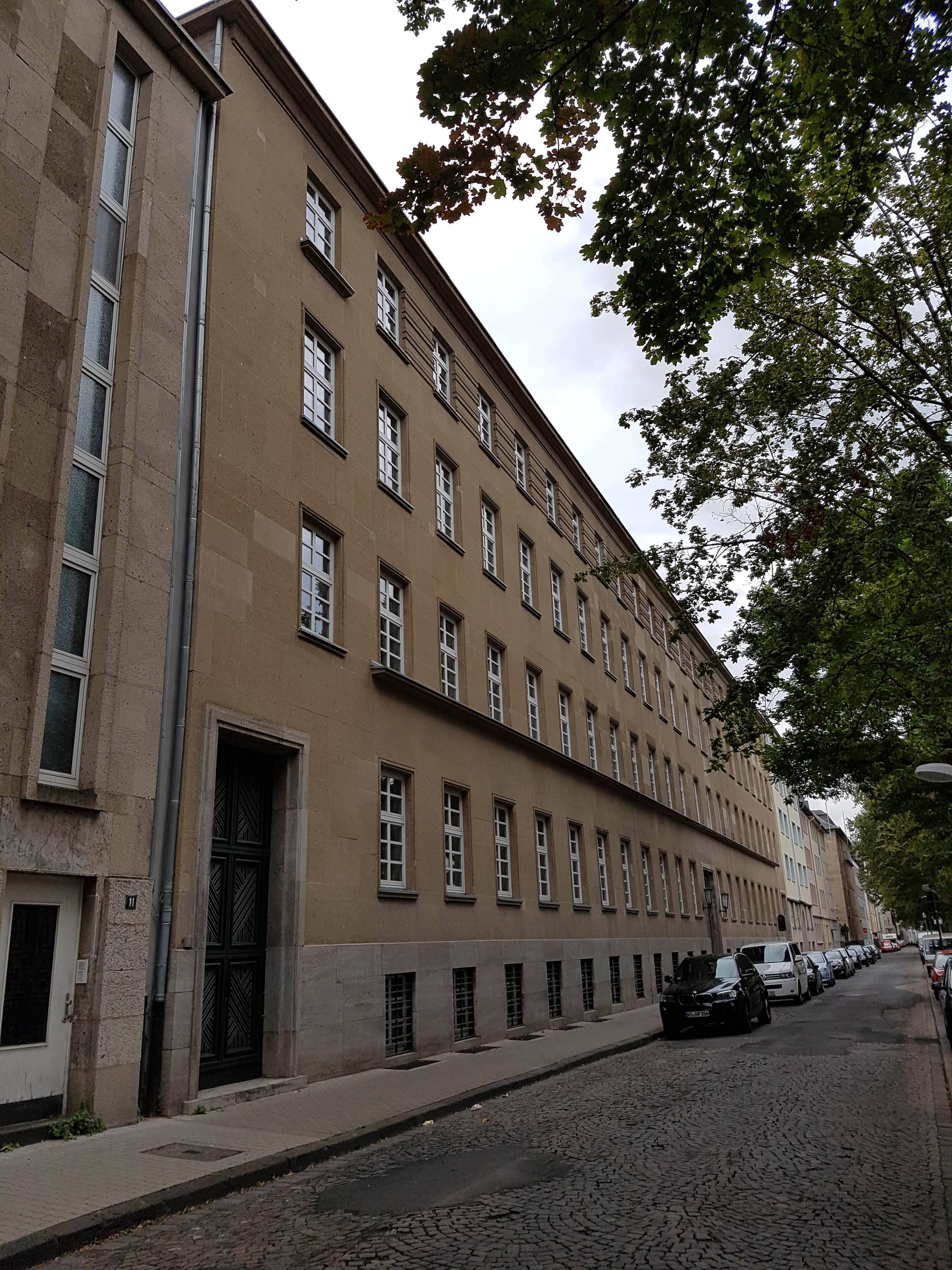
Ehemaliges Bürogebäude der Deutschen-Beamten-Krankenversicherung in der Südallee 11/17/19

Das Bürogebäude der Deutschen-Beamten-Krankenversicherung (Debeka) ist das erste eigene Verwaltungsgebäude der Debeka. Das in Koblenz in der Südallee gelegene Gebäude wurde im Stil des Bauhauses errichtet und steht heute unter Denkmalschutz.

## Lage
Das ehemalige Bürogebäude der Deutschen-Beamten-Krankenversicherung befindet sich in der Südallee im Koblenzer Stadtteil Südliche Vorstadt. Vor dem Zweiten Weltkrieg trug die Südallee den Namen Kaiser-Friedrich-Straße. Das Gebäude trägt die Hausnummern 11, 17 und 19. Südlich an das Gebäude schließt sich der ehemalige Verwaltungsbau der Allgemeinen Ortskrankenkasse Koblenz in der Rizzastraße an.

## Geschichte
Der südliche Flügel des ehemaligen Bürogebäudes der Deutschen-Beamten-Krankenversicherung wurde 1926 nach Plänen von Huch & Grefges erstellt. Gegründet wurde die Debeka 1905 in St. Johann. Ihre ersten Mitarbeiter hatten zunächst Büroräume in der alten Burg von Koblenz. Kurz nach der Fertigstellung des Bürogebäudes in der Kaiser-Friedrich-Straße (heute Südallee) bezog der Krankenversicherer sein erstes eigenes Verwaltungsgebäude.
Der nördliche Flügel wurde ebenfalls nach Plänen von Huch & Grefges im Jahr 1934 fertiggestellt. Anfang der 1980er Jahre zog die Hauptverwaltung an den heutigen Standort in den Koblenzer Stadtteil Rauental.

## Baugefüge
Das ehemalige Bürogebäude der Debeka ist ein langgestrecktes, viergeschossiges Gebäude im Stil des Bauhauses. Es ist traufständig zur Südallee errichtet worden. Die Fassade ist mit Tuffplatten verkleidet und geprägt durch die vier Fensterreihen. Die Fenster selbst wurden erneuert, die ursprüngliche Einteilung der Fassade wurde dabei beibehalten. Die Türen und Tore sind im Original erhalten. Das Gebäude trägt ein Satteldach hinter einer Attika.

## Denkmalschutz
Das ehemalige Bürogebäude der Deutschen-Beamten-Krankenversicherung ist ein geschütztes Kulturdenkmal nach dem Denkmalschutzgesetz und in der Denkmalliste des Landes Rheinland-Pfalz eingetragen. Seit 2002 ist das Gebäude Teil des UNESCO-Welterbes Oberes Mittelrheintal.